# 莫莉·比什死亡事件
莫莉·安妮·比什（英语：Molly Anne Bish，1983年8月2日-2000年6月27日）是一名来自马萨诸塞州伍斯特郡农村的16岁美国女孩。2000年，她在家乡马萨诸塞州沃伦市担任救生员时失踪。三年后，她的遗体在邻近的汉普登被发现，结束了该州历史上最大的一次搜查。

## 失踪
2000年夏，莫莉·比什在沃伦的科明斯池当救生员。2000年6月26日，即莫莉的失踪的前一天，母亲麦琪·比什（Magi Bish）把她送到科明斯池时，看到莫莉的救生员岗位旁的停车场里有一辆白色轿车，里面坐着一个有胡须的男子。虽然他看起来很可疑，但直到莫莉失踪之后她才想到了他。在6月27日，莫莉工作的第七天时，母亲把她送到了科明斯池。她从救生员岗附近下车。麦琪·比什没有看到前一天见到过的陌生人或车辆。然而另一名目击者说，那天在莫莉到达前几分钟，他在池塘的停车场上看到一名符合描述的男子。一名当地工人还报告说，他看到一辆相似的汽车停在一个和池塘有小路连接的公墓里。麦琪·比什是她失踪前最后一个见到她的人。几个小时后，警察联系了莫莉的父母，告诉他们这一整天都没有救生员来值班，而莫莉的东西放在她的岗位旁。
为了找到莫莉·比什，一个广泛的搜索立即展开。它是马萨诸塞州规模最大、耗费最多的失踪者搜索。她的案件被许多美国电视节目报道： 《失踪》《美国最关注》 和《未解之谜》和《48小时》。2003年6月9日，莫莉的尸体在距她家5英里的地方被发现。2002年晚秋，一个猎人在帕尔默的威士忌山的丛林里发现了一件蓝色泳衣。在2003年，他对蒂姆·麦格根提到了此事，后者认为其与比什有关。一场对该地区的大搜索很快发现了她的尸体。

## 後續發展
莫莉的父母：麦琪·比什和约翰·比什（John Bish）发起了莫莉·比什基金会，旨在纪念莫莉以及宣传儿童安全。
截至2018年4月，该案没有逮捕任何人。
2005年，康涅狄格州的一个被控企图在康涅狄格州实行绑架的居民被认为与本案有关而被短暂调查。
2009年，一名新嫌疑犯被调查。罗德尼·斯坦格是一名被控在佛罗里达州谋杀女友的佛罗里达州居民，他曾在离沃伦几英里的绍斯布里奇居住了20多年，在比什谋杀案发生一年后移居佛罗里达州。克里斯托·莫里森的妹妹——他的20年的同居女友，在她姐姐于佛罗里达州去世后向马萨诸塞州当局通报了他的情况。他被指出拥有一辆白色轿车，与比什失踪前一天发现的轿车相似。他也曾在科明斯池钓鱼，在比什尸体被发现的丛林里打猎。 而斯坦格没有在本案中被指控。
2009年，当斯坦格在比什谋杀案中被调查时，警方还询问了他与1993年绍斯布里奇的霍莉·皮赖宁谋杀案有关的情况。比什和皮赖宁是同年出生的，比什在1993给皮赖宁的父母写了一封希望信。斯坦格在此案中没有被指控。在2012，法医证据使得当局将戴维·普里奥特（已死于2003年）列为皮赖宁案的关注人物。
在2011年11月，杰拉尔德·巴蒂斯通尼，汉普登县缉毒队的62号秘密线人，被马萨诸塞州的私家侦探丹·马利列为比什谋杀案的一个嫌疑人。20世纪90年代初，巴蒂斯通尼因强奸一名少女而被判入狱。在由獄中报纸上看到自己被列为比什案和皮赖宁案的嫌疑人後，他企图自杀，巴蒂斯通尼的犯罪记录可追溯到1980年，他一直住在比什的尸体被发现地附近，而且他很像比什消失前一天在停车场看到的那个男人的素描。
在杰拉尔德·巴蒂斯通尼被列为嫌疑犯之后，私家侦探丹·马利和比什家族要求进行DNA检测。马萨诸塞州州警察向德克萨斯发送了DNA证据。
杰拉尔德·巴蒂斯通尼于2014年11月在牙买加平原的莱梅尔·沙塔克医院去世